# Frams förlag
Frams förlag, eller Socialdemokratiska ungdomsförbundets förlag, var ett bokförlag ägt av Socialdemokratiska ungdomsförbundet (SDUF), grundat 1903 i Malmö. Det var ett av Sveriges första förlag knutna till arbetarrörelsen. 1905 fick den regelbunden verksamhet. Åren 1905–1909 var Per Albin Hansson dess föreståndare. 1909 flyttades förlaget till Stockholm.
Utgivningen bestod av tidningen Fram (1903–1912), broschyrer, filosofisk litteratur, skönlitteratur och mellan 1915 och 1930 Folkkalendern.
Vid den socialdemokratiska partisplittringen 1917 följde förlaget med SDUF till Sverges socialdemokratiska vänsterparti (SSV), som 1921 bytte namn till Sveriges kommunistiska parti (SKP) och idag heter Vänsterpartiet.
1929 splittrades SKP i två olika kommunistiska partier, Komintern-trogna Sillénarna och de från Moskva oberoende Kilbomskommunisterna. Frams förlag kom då att hamna under Kilbomskommunisternas kontroll, och bytte 1930 namn till Boklagret, men upphörde efter en tid.